# Alexander Salas
Alexander Salas Saldaña (Lima, Perú, 24 de abril de 1990) es un futbolista peruano. Juega como delantero y su equipo actual es Alianza Universidad de la Liga 2.

## Trayectoria
Debutó en Primera División con Atlético Minero. En 2015 descendió con Sport Loreto.
Luego de una irregular campaña en Alianza Universidad vuelve nuevamente al Sport Loreto con la intención de volver a la Primera División peruana. Pese a la irregularidad del equipo, fue uno de los mejores. Se le consideró la mejor contratación del equipo.

## Clubes
| Club                | País | Año       |
| ------------------- | ---- | --------- |
| Atlético Minero     | Perú | 2008-2009 |
| Total Chalaco       | Perú | 2010      |
| UTC                 | Perú | 2011      |
| Atlético Minero     | Perú | 2012      |
| Alianza Universidad | Perú | 2013      |
| Atlético Minero     | Perú | 2014      |
| Sport Loreto        | Perú | 2015      |
| Alianza Universidad | Perú | 2015-2016 |
| Sport Loreto        | Perú | 2017      |
| Carlos Stein        | Perú | 2018      |
| Paz Soldán          | Perú | 2019      |
| Deportivo Maristas  | Perú | 2019      |
| Miguel Grau UDH     | Perú | 2021      |
| Unión San Martín    | Perú | 2021      |
| Alianza Universidad | Perú | 2022 -    |